# Bohr weiter, Kumpel
Bohr weiter, Kumpel ist eine deutsche Softsexfilmkomödie von Siggi Götz aus dem Jahre 1974. Alternativtitel sind Glück auf – Der Steiger kommt! und Im Ruhrpott wackeln die Betten.

## Handlung
Ruhrpott-Type Egon Kappes ist eine bodenständige und grundehrliche Haut, er malocht hart als Bergarbeiter unter Tage. Er und seine vier Kumpels hoffen, eines Tages den Jackpot zu sprengen, denn sie sind schon seit Jahren eine eingeschworene Lottogemeinschaft. Eines Tages lacht ihnen tatsächlich Fortuna, denn die gezogene Losnummer bedeutet nicht weniger als ein Fünfer mit Zusatzzahl, und somit steht ein ordentlicher Geldregen ins Haus. Doch Egon ist ein Schusselkopf, er hat seinen Lottoschein verbummelt. Da seine Kumpels fest mit dem Geldgewinn rechnen, haben sie sich bereits in Unkosten gestürzt und zahllose Konsumgüter angeschafft. Um die Tage bis zur Gewinnauszahlung zu überbrücken, begaben sie sich zu ihrem Unglück auch noch in die Fänge eines Kredithais, des Fleischermeisters Noppenei, und der ist ganz bestimmt nicht bereit, ewig auf die Rückzahlung des Kredits mit ordentlichem Wucheraufschlag länger als vereinbart zu warten.
Nun brennt es finanziell an allen Ecken und Enden, und da Egon seine Frau Erna angesichts all dieser Sorgen auch nicht mehr so regelmäßig begattet, wie sie es verlangt, geht selbige im Bordell von Frau Dose anschaffen, um den finanziellen Engpass zu überwinden. Erna will sich aber aus sehr profanen Gründen etwas dazuverdienen. Mit Egons Lottoanteil wollte sie sich endlich mal wieder neu einkleiden, und da dieser erhoffte Geldsegen derzeit nicht verfügbar ist, investiert sie ihren Hurenlohn in – was sonst – neue Schuhe, aber auch in Lebensmittel. Angesichts Ernas Tendenz, ihr Geld mit vollen Händen auszugeben, kommt bei den anderen Frauen der Kumpel der Verdacht auf, Egon hätte sehr wohl den Lottogewinn einkassiert, wolle aber seinen Kumpels nichts davon abgeben. Die Konfusionen gehen schließlich so weit, dass Egon in der Klapsmühle landet, wo ihm dank des vollen Körpereinsatzes der gutgebauten Krankenschwestern Monika und Veronika wieder einfällt, wo er den Lottoschein abgelegt hat. Zuletzt lag er in der Küche auf dem Spültisch und er hatte ihn ganz in Gedanken seiner Frau gegeben, weil sie ein Stück Papier brauchte. Aufgeregt verlässt er die Klinik und rennt nach Hause, doch Erna hat die Perücke, wo sie den Schein als „Unterfütterung“ gebraucht hatte, gerade an ihre Freundin Trude verborgt. Zusammen mit seinen Kumpels macht sich Egon auf den Weg zu Trude, doch es ist gar nicht so einfach, sie zu finden. Als sie dann nach einer langen Verfolgungsjagd den Schein endlich in ihren Händen halten, eilen sie zur Lottoannahmestelle und holen sich ihren heiß ersehnten Gewinn ab.

## Produktionsnotizen
Bohr weiter, Kumpel entstand in Essen und wurde am 10. Mai 1974 uraufgeführt.
K. D. Pfeifer sorgte für die Ausstattung. Günter Eulau hatte die Herstellungsleitung, Otto W. Retzer die Aufnahmeleitung.
Obwohl die Darsteller allesamt deutsch sprechen, wurden sie (wegen des benötigten Ruhrpott-Slangs) nachsynchronisiert.

## Indizierung
Die Bundesprüfstelle für jugendgefährdende Schriften setzte die Videokassette auf den Index und kritisierte dabei außer den Koitusszenen auch bestimmte derbe Aussprüche sowie unter anderem eine Szene, in der eine Polizeistreife einen Freier im Bordell abliefert und dafür Prozente verlangt.

## Kritik
Das Lexikon des Internationalen Films nannte den Film schlicht „humorlos ordinär.“
Die Zeitschrift Filmecho/Filmwoche bedauerte, dass das potentielle „Volksstück für die ganze Familie“ ein „Ausziehfilm“ geworden sei, „dessen Bilder und Sprache allein die Liebhaber derbster Filmkost erfreuen können.“